# Gongora armeniaca
Gongora armeniaca är en orkidéart som först beskrevs av John Lindley, och fick sitt nu gällande namn av Heinrich Gustav Reichenbach. Gongora armeniaca ingår i släktet Gongora och familjen orkidéer.

## Underarter
Arten delas in i följande underarter:
- G. a. armeniaca
- G. a. cornuta

## Bildgalleri

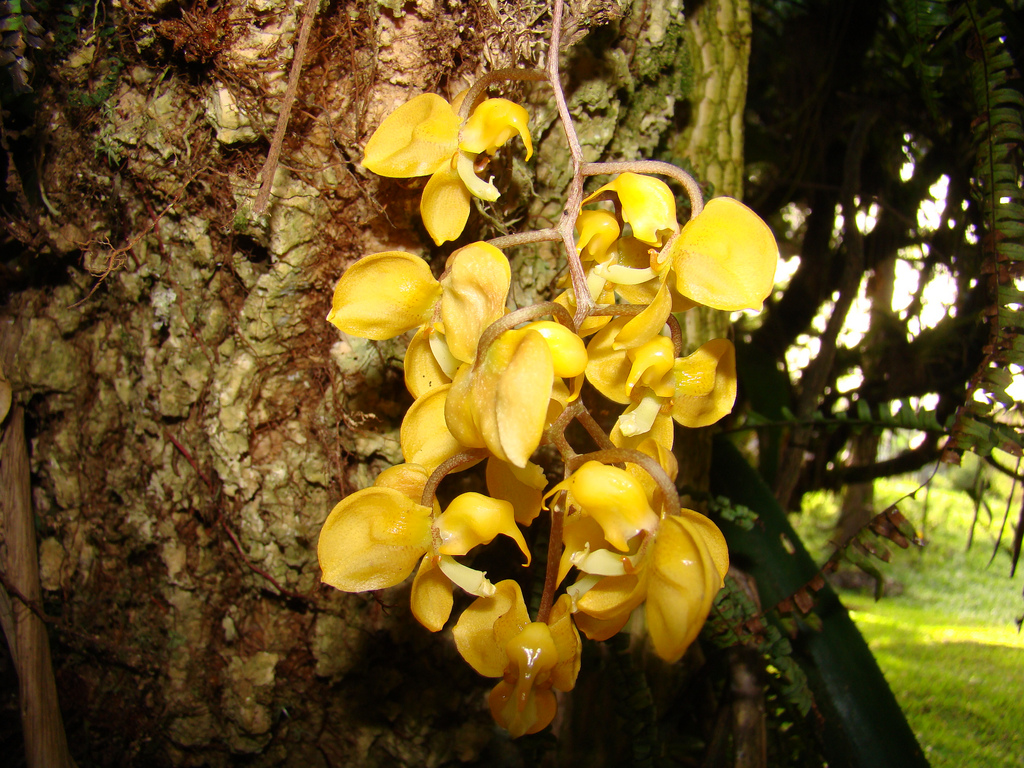
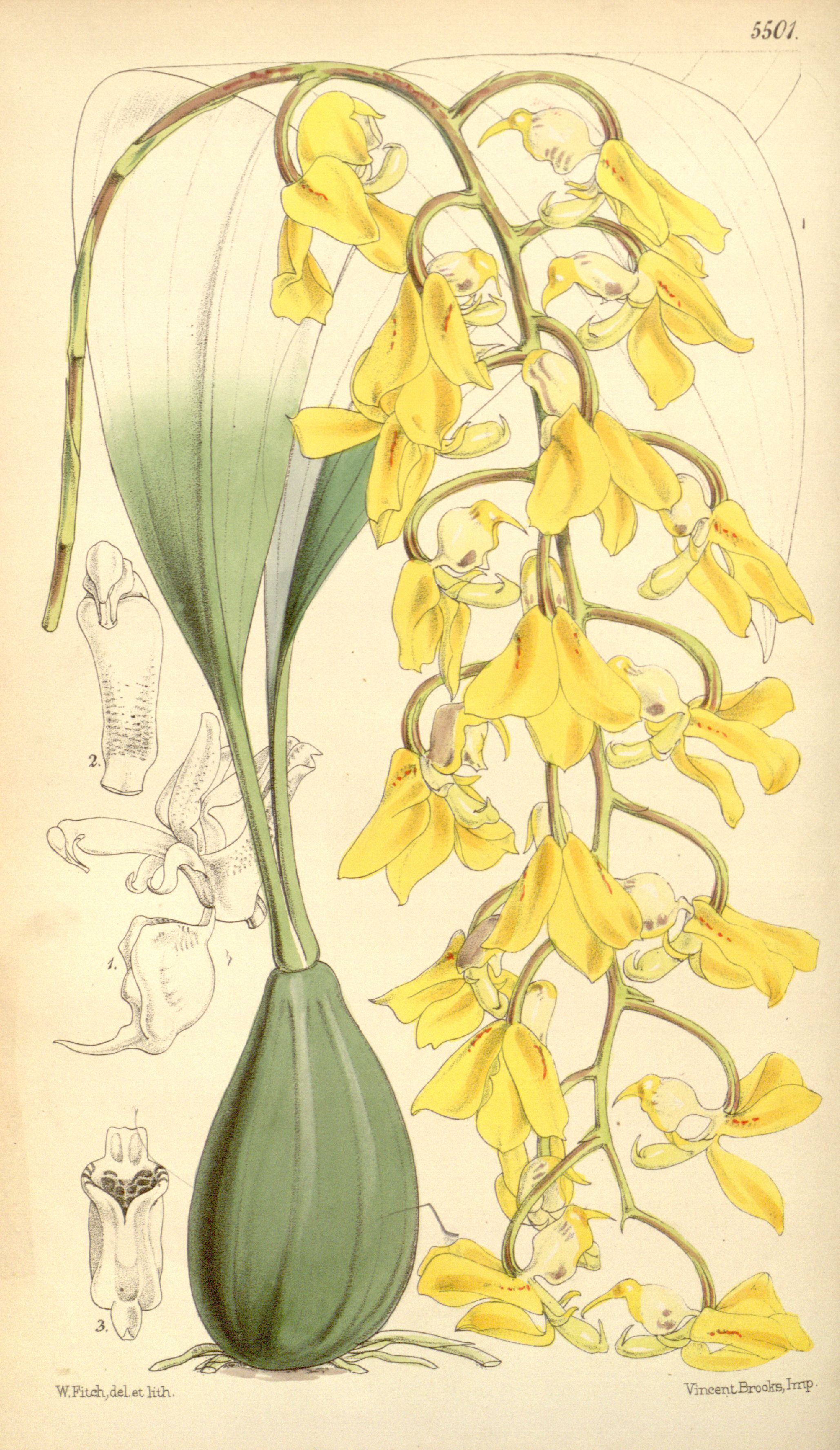
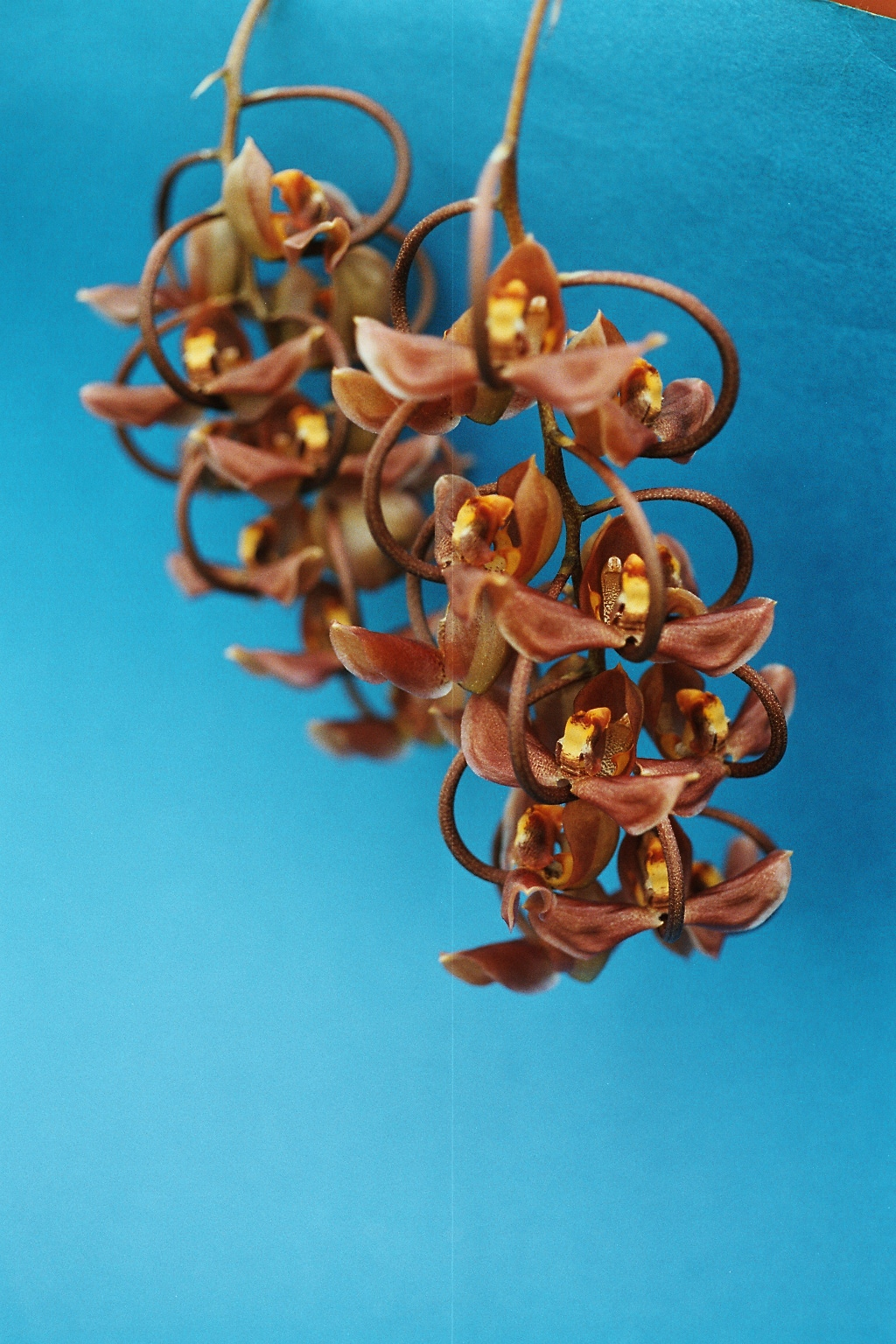
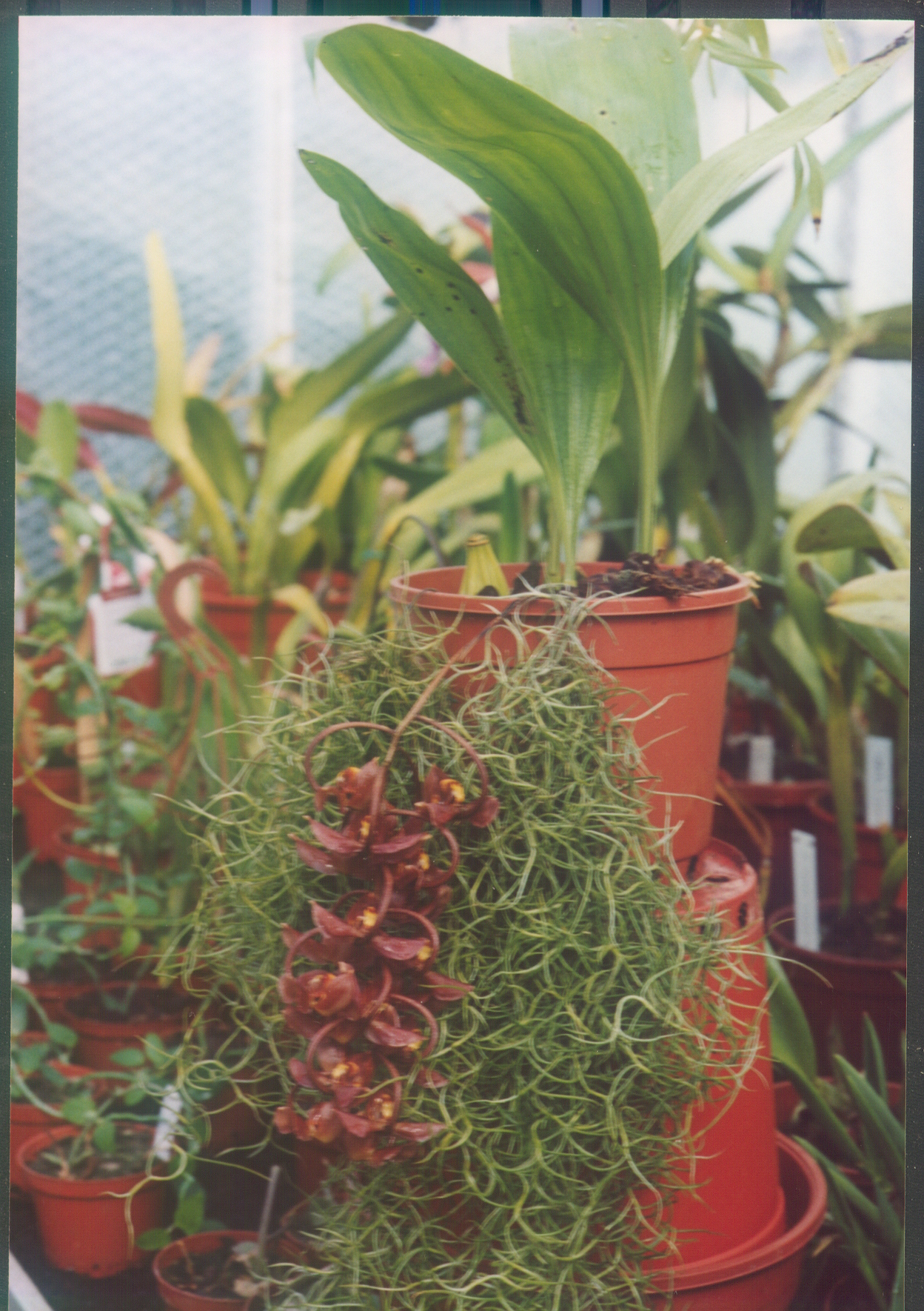